# Diplocentria
Diplocentria és un gènere d'aranyes araneomorfes de la subfamília Erigoninae, dins de la família Linyphiidae.
Fou descrit per primera vegada per J. E. Hull l'any 1911.
És sinònim de:
- Microcentria Schenkel, 1925[3]
- Scotoussa Crosby & Bishop , 1938[4]
- Smodigoides Crosby & Bishop, 1936[4]

## Distribució
Es pot trobar a la zona holàrtica.

## Llista d'espècies
Segons The World Spider Catalog 12.0:
- Diplocentria bidentata (Emerton, 1882) (Espècie tipus)
- Diplocentria changajensis Wunderlich, 1995
- Diplocentria forsslundi Holm, 1939
- Diplocentria hiberna (Barrows, 1945)
- Diplocentria mediocris (Simon, 1884)
- Diplocentria perplexa (Chamberlin & Ivie, 1939)
- Diplocentria rectangulata (Emerton, 1915)
- Diplocentria retinax (Crosby & Bishop, 1936)